# Таджикское Море

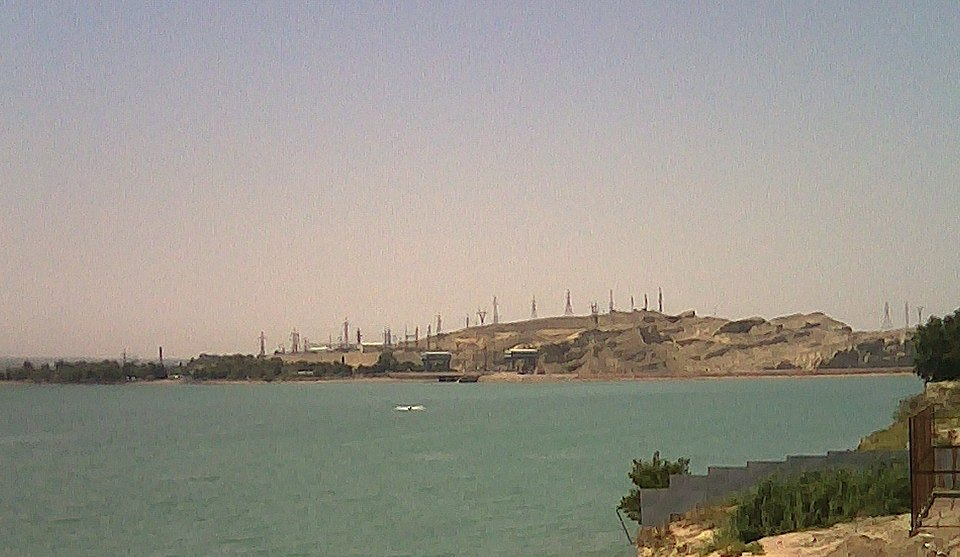
ГЭС Дружба народов и водохранилище

Таджикское Море (тадж. Баҳри Тоҷик; до 2016 года Кайраккумское водохранилище) — водохранилище в Согдийской области Таджикистана и Ферганской области Узбекистана (небольшой участок на востоке). Одно из крупнейших водохранилищ в Таджикистане.
Кайраккумское водохранилище образовано плотиной и ГЭС, возведёнными для регулирования стока реки Сырдарья. Заполнение водой началось в 1950 году.
Сегодня это популярное место летнего отдыха, где можно ловить рыбу, купаться и загорать. На побережье Таджикского моря расположены несколько санаториев и пансионатов, где отдыхают жители Согдийской области, республики и приезжие туристы.
В 2001 году было включено в список водно-болотных угодий, подпадающих под действие Рамсарской конвенции.